# 哈成智
哈成智（Ha Shing Chi，1982年5月30日—），香港足球運動員，效力晉峰。

## 球員生涯
哈成智在年少時加盟南華青年軍，其後獲得晉升成為甲組隊隊員。
2005年，於城大就讀的哈成智代表大學足球隊參與校際比賽，協助該學校足球隊於飛利浦香港大學生足球聯賽決賽擊敗中大奪得冠軍。同時因為表現出色，而獲得選舉為該屆決賽的最有價值球員。
於2010－11年球季，哈成智加盟新升班乙組球隊南區。於翌季，哈成智協助球隊贏得2011－12年乙組聯賽亞軍，帶領球隊歷史性晉升甲組。
升上甲組後的首個球季，哈成智於首5輪賽事只是擔任後備，沒有上場，及後球隊因為失球數字比較多而銳意改善防守力。故此教練馮凱文在第6輪聯賽安排哈成智上陣，於2012年10月20日在香港大球場作客「倒戈」面對年少時效力的南華，哈成智於此戰發揮出色，協助球隊力保不失，最終與南華賽和0比0。及後因為此次表現可人，而獲得入選該輪聯賽最佳陣容，迄今為止兩度入選。
雖然哈成智整季表現穩定，但是南區仍然在聯賽完結後將其解約。及後於2013-14年球季加盟新升班丙組球隊淦源，並於2013年11月3日對安華的比賽中首次披甲，迄今為球隊於聯賽上陣18場，並帶領球隊奪得當屆聯賽季軍。

## 涉嫌賄賂案
哈成智及其親屬涉嫌於2007年1月16日至2008年5月7日向德意志銀行執行董事馬善智提供賄款2,480萬港元，作為就買賣德意志銀行所發行的窩輪提供意見的報酬。及後，哈成智及其兄長涉嫌於2009年至2011年向股票經紀及交易員提供32.8萬港元非法回佣，被控告向代理人提供利益，於2013年2月4日在東區裁判法院接受審理。2013年7月，哈成智被裁定向代理人提供利益罪名成立，被判處監禁一年。

## 外部連結
- HKFA（页面存档备份，存于）